# David Crane
David Crane, född 10 augusti 1957 i Philadelphia, Pennsylvania, är en amerikansk producent och manusförfattare till bland annat TV-serierna Vänner.